# Europees kampioenschap voetbal 2020 (Groep D) Kroatië - Schotland
Dit artikel gaat over de wedstrijd in de groepsfase in groep D tussen Kroatië en Schotland die gespeeld werd op dinsdag 22 juni 2021 op Hampden Park te Glasgow tijdens het Europees kampioenschap voetbal 2020. Het duel was de 31ste wedstrijd van het toernooi.

## Voorafgaand aan de wedstrijd
- Kroatië stond bij aanvang van het toernooi op de veertiende plaats van de FIFA-wereldranglijst.[1] Negen Europese landen en EK-deelnemers stonden boven Kroatië op die lijst. Schotland was op de 44ste plaats terug te vinden.[2] Schotland kende 21 Europese landen en 20 EK-deelnemers met een hogere positie op die lijst.
- Kroatië en Schotland troffen elkaar voorafgaand aan deze wedstrijd al vijf keer. Kroatië won geen van die wedstrijden, Schotland zegevierde twee keer en driemaal eindigde het duel onbeslist. Nooit eerder troffen deze teams elkaar op een groot eindtoernooi.
- Voor Kroatië was dit haar zesde deelname aan een EK-eindronde en de vijfde achtereenvolgende. Op het EK 1992 en het EK 2008 bereikte Kroatië de kwartfinales. Schotland nam voor een derde maal deel aan een EK-eindronde en de eerste sinds het EK 1996. Nooit eerder kwam Schotland verder dan de groepsfase.
- Eerder in de groepsfase verloor Kroatië met 1–0 van Engeland en speelde het met 1–1 gelijk tegen Tsjechië. Schotland verloor met 0–2 van Tsjechië en speelde met 0–0 gelijk tegen Engeland. Beide teams hadden een overwinning nodig om zich te plaatsen voor de achtste finales.

## Wedstrijdgegevens[3]
| Datum                  | 22 juni 2021 | 22 juni 2021 |
| Aftrap                 | 21:00 uur | 21:00 uur |
| Wedstrijdnummer        | 31 | 31 |
| Stadion                | Hampden Park, Glasgow                                                                                                  | Hampden Park, Glasgow                                                                                                  |
| Toeschouwers           | 9.896 | 9.896 |
| Scheidsrechter         | Fernando Rapallini | Fernando Rapallini |
| Assistenten            | Juan Pablo Belatti Diego Yamil Bonfa                                                                                   | Juan Pablo Belatti Diego Yamil Bonfa                                                                                   |
| Vierde official        | Davide Massa | Davide Massa |
| Videoscheidsrechters   | Alejandro Hernández José María Sánchez Martínez (assistent) Iñigo Prieto (assistent) Juan Martínez Munuera (assistent) | Alejandro Hernández José María Sánchez Martínez (assistent) Iñigo Prieto (assistent) Juan Martínez Munuera (assistent) |
| Man van de wedstrijd   | Nikola Vlašić | Nikola Vlašić |
|                        | Kroatië | Schotland |
| Doelpunten             | 3 | 1 |
| Gele kaarten           | 1 | 1 |
| Rode kaarten           | 0 | 0 |
| Wissels                | 4 | 4 |
| Schoten op doel        | 7 | 4 |
| Schoten naast doel     | 2 | 6 |
| Overtredingen          | 10 | 8 |
| Hoekschoppen           | 6 | 7 |
| Buitenspel             | 4 | 1 |
| Passnauwkeurigheid (%) | 90 | 81 |
| Balbezit (%)           | 64 | 36 |

| Kroatië | 3 – 1          | Schotland |
| (Ivan Perišić) Nikola Vlašić 17' (Mateo Kovačić) Luka Modrić 62' (Luka Modrić) Ivan Perišić 77'                                                                                 | goals (assist) | 42' Callum McGregor |
| Zlatko Dalić | bondscoach     | Steve Clarke |
| Dominik Livaković Josip Juranović Dejan Lovren Domagoj Vida Joško Gvardiol 70' Mateo Kovačić Marcelo Brozović Ivan Perišić 81' Luka Modrić Nikola Vlašić 76' Bruno Petković 70' | opstellingen   | David Marshall Scott McTominay 33' Grant Hanley Kieran Tierney 84' Stephen O'Donnell Andy Robertson John McGinn 70' Stuart Armstrong Callum McGregor Lyndon Dykes 84' Che Adams |
| Andrej Kramarić 70' Borna Barišić 70' Luka Ivanušec 76' Ante Rebić 81' | wissels        | 33' Scott McKenna 70' Ryan Fraser 84' Kevin Nisbet 84' Nathan Patterson |
| Dejan Lovren 26' | gele kaarten   | 34' Scott McKenna |
| | rode kaarten   | |